# 子午河
子午河，是中国长江流域汉水水系的一条河流，汇入汉水上游左岸。河长174千米，流域面积3012平方千米，多年平均流量45立方米每秒。自然落差1882米。水能理论蕴藏量22万千瓦。